# Andromeda (mytologi)
För andra betydelser, se Andromeda.

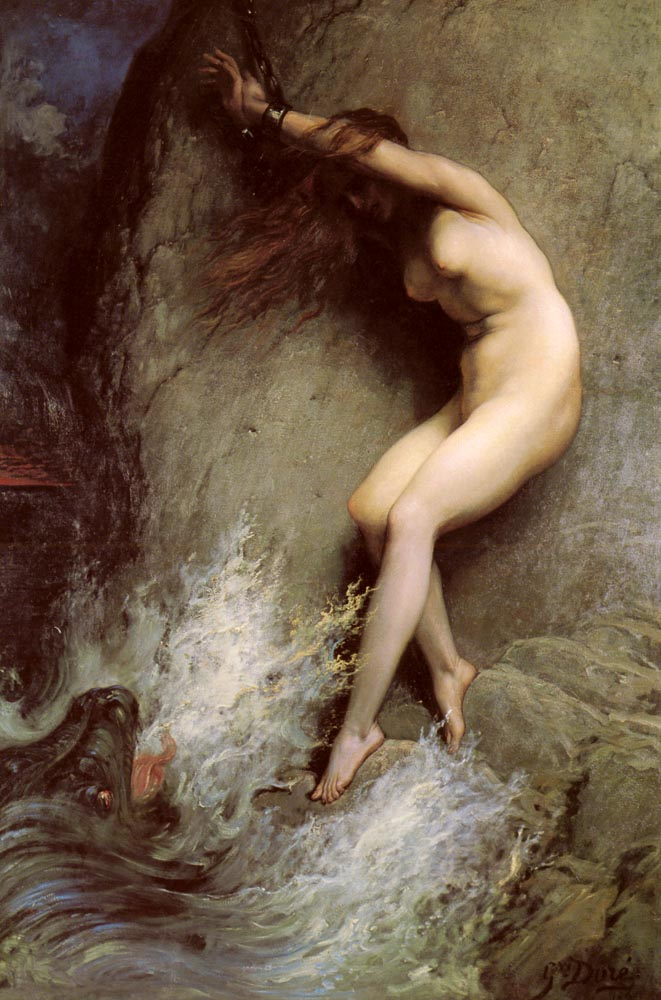
Andromeda avbildad av Paul Gustave Doré.

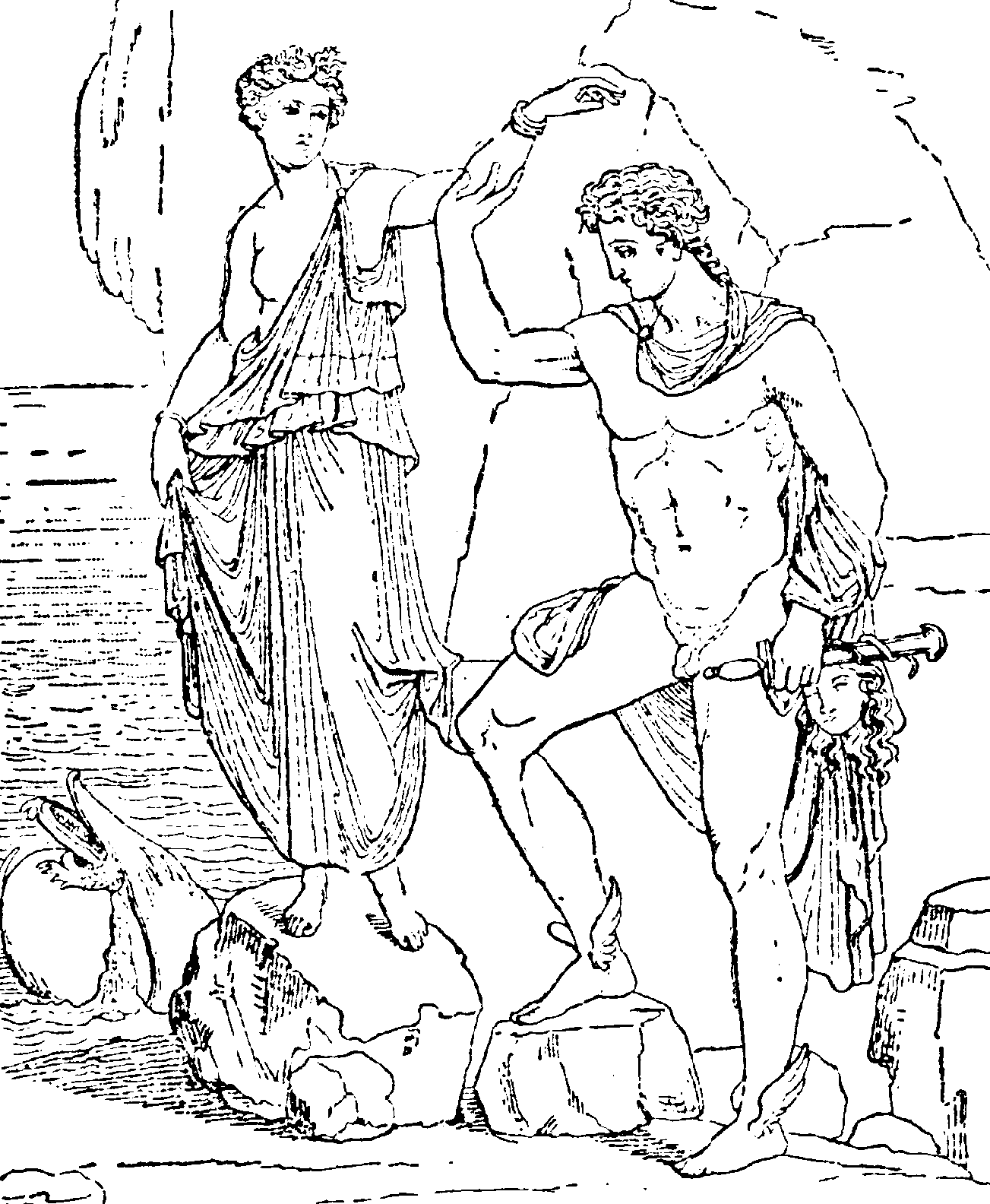
Perseus och Andromeda.

Andromeda (grek. Ανδρομέδα) var i grekisk mytologi Kefeus och Kassiopeias dotter.
Kefeus var enligt grekisk mytologi kung av Aethiopien (ej att sammanblanda med Etiopien) och gift med den sköna, men skrytsamma Kassiopeia. Då hon påstod att hon var vackrare än havsnymferna blev havsguden Poseidon rasande. Han sände ett havsmonster för att plåga hela landet. Kungen, som inte visste vad han skulle ta sig till, frågade oraklet som sade att enda sättet att rädda riket var för kungen att offra sin enda dotter, Andromeda.
Andromeda, som själv hade skrutit om att hon var lika vacker som nereiderna, kedjades fast vid en klippa vid havet. Perseus som hade återkommit efter att ha dödat gorgonen Medusa kom till hennes räddning. Han hade Medusans huvud med sig i en säck och han förstenade monstret med hjälp av det.
Andromeda och Perseus gifte sig och fick sex söner: Perses, Alkaios, Helieos, Mestor, Sthenelos, och Elektryon och en dotter: Gorgophone.